# جوان غانتس كوني
جوان غانتس كوني (بالإنجليزية: Joan Ganz Cooney)‏ هي منتجة تلفزيونية أمريكية، ولدت في 30 نوفمبر 1929 في فينيكس في الولايات المتحدة.

## وصلات خارجية
- جوان غانتس كوني على موقع IMDb (الإنجليزية)
- جوان غانتس كوني على موقع الموسوعة البريطانية (الإنجليزية)
- جوان غانتس كوني على موقع إن إن دي بي (الإنجليزية)
- جوان غانتس كوني على موقع قاعدة بيانات الفيلم (الإنجليزية)